# Steenpapier
Steenpapier is een papiersoort die voor 80% uit calciumcarbonaat en 20% uit HDPE-polyethyleen, een recycleerbare kunststof, bestaat. Het calciumcarbonaat wordt gewonnen uit kalksteengroeven. Als restproduct is het geen oud papier maar wordt ingezameld bij het restafval.

## Geschiedenis
Eind jaren 1990 patenteerde de Lung Meng Tech Co. uit Taiwan deze papiersoort. Sedert 2010 wordt steenpapier in Europa verkocht voor het drukken van onder andere visitekaartjes, flyers en menukaarten.

## Eigenschappen
- olie- en waterdicht
- geschikt voor de verpakking van levensmiddelen
- antistatisch
- slecht brandbaar
- glad waardoor een extra coating overbodig is
- scheurt niet makkelijk
- breekt af onder zonlicht (fotodegradeerbaar)
- pH-neutraal
- geen gebruik van bleekmiddelen

## Productvoorbeelden
- labels
- land- en routekaarten
- deurhangers in diverse vormen
- drukwerk  en enveloppen
- schrijfartikelen als notitieboeken en schrijfpapier